# Vespadelus darlingtoni
Vespadelus darlingtoni (Allen, 1933) è un pipistrello della famiglia dei Vespertilionidi diffuso in Australia.

## Descrizione

### Dimensioni
Pipistrello di piccole dimensioni, con la lunghezza della testa e del corpo tra 38 e 49 mm, la lunghezza dell'avambraccio tra 32,5 e 37,2 mm, la lunghezza della coda tra 29 e 38 mm, la lunghezza del piede tra 5,2 e 7 mm, la lunghezza delle orecchie tra 10 e 13 mm e un peso fino a 8,3 g.

### Aspetto
La pelliccia è lunga e densa. Le parti dorsali sono castane, mentre le parti ventrali sono marroni. Una macchia triangolare nerastra è presente sul labbro inferiore. Gli esemplari della Tasmania sono interamente nerastri. Le orecchie sono castane, corte, triangolari e ben separate tra loro. Le membrane alari sono marroni. La coda è lunga e inclusa completamente nell'ampio uropatagio. Il pene è corto e piegato verso il basso.

### Ecolocazione
Emette ultrasuoni ad alto ciclo di lavoro sotto forma di impulsi di breve durata con frequenza modulata finale di 38–46 kHz.

## Biologia

### Comportamento
Si rifugia all'interno delle cavità degli alberi in colonie fino a 60 esemplari. Cattura le prede all'interno della copertura forestale o sotto di essa.

### Alimentazione
Si nutre di insetti.

### Riproduzione
Le femmine danno alla luce un piccolo alla volta tra novembre e dicembre.

## Distribuzione e habitat
Questa specie è diffusa nel Queensland sud-orientale, Nuovo Galles del Sud orientale, stato di Victoria, Australia meridionale sud-orientale e sulle isole della Tasmania, dei Canguri, Flinders e di Lord Howe.
Vive nei boschi e nelle foreste pluviali, nei boschi umidi e aridi di Eucalipto, nei boschi subalpini e nelle brughiere fino a 1.300 metri di altitudine. Nella parte più settentrionale dell'areale è ristretto alle zone più fredde ed elevate.

## Conservazione
La IUCN Red List, considerato il vasto areale, la popolazione probabilmente numerosa e la presenza in diverse aree protette, classifica V.darlingtoni come specie a rischio minimo (Least Concern)).